# Melon (anatomia)

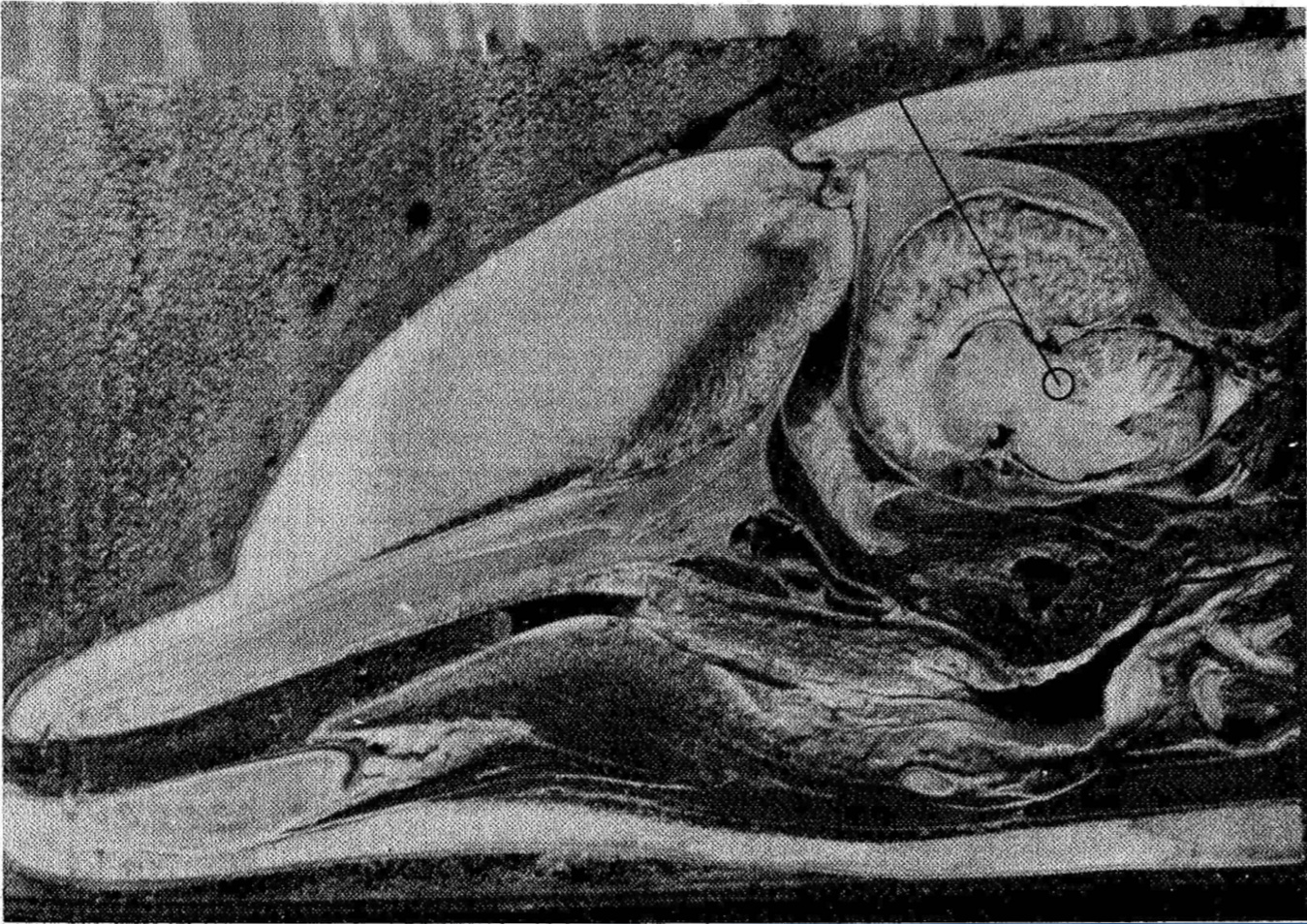
Przekrój poprzeczny przez głowę Tursiops truncatus ukazuje melon.

Melon – u waleni poduszeczka z płynnego tłuszczu (spermacet), która pełni funkcję soczewki skupiającej i nakierowującej sygnał echolokacyjny.